# 金色曼蛙
金色曼蛙（学名：Mantella aurantiaca），又名黃金彩蛙，为彩蛙科曼蛙屬下的一个种。